# VLC media player
Pour les articles homonymes, voir VLC.
VLC media player (VLC) ou le Lecteur multimédia VLC, est un lecteur multimédia, libre et gratuit issu du projet VideoLAN. Ce logiciel multiplateforme, créé et maintenu en France, fonctionne entre autres sous Windows, Linux, BSD, macOS, iOS, Android, soit en tout près de 20 plates-formes. Il est distribué sous GPL et disponible dans 69 langues.
Un des grands atouts de VLC est qu'il intègre les codecs nécessaires à la lecture de la plupart des formats audio et vidéo. Cela lui permet de lire, mais aussi de convertir, un format dans un autre ; il peut par exemple extraire le son d'une vidéo. Le lecteur est capable de lire un grand nombre de flux réseaux et se montre par ailleurs tolérant avec les flux légèrement endommagés, allant jusqu'à les réparer de son mieux. Conçu sous la forme d'un cœur logiciel complété de modules, il est aussi très facile à étendre pour la communauté open-source.
Avec plus de 500 millions d’utilisateurs en 2019, VLC est l'un des lecteurs multimédias les plus utilisés, principalement en Europe, en Inde et aux États-Unis. Il fait partie de la liste des logiciels libres préconisés par l'État français.

## Organisation et gouvernance

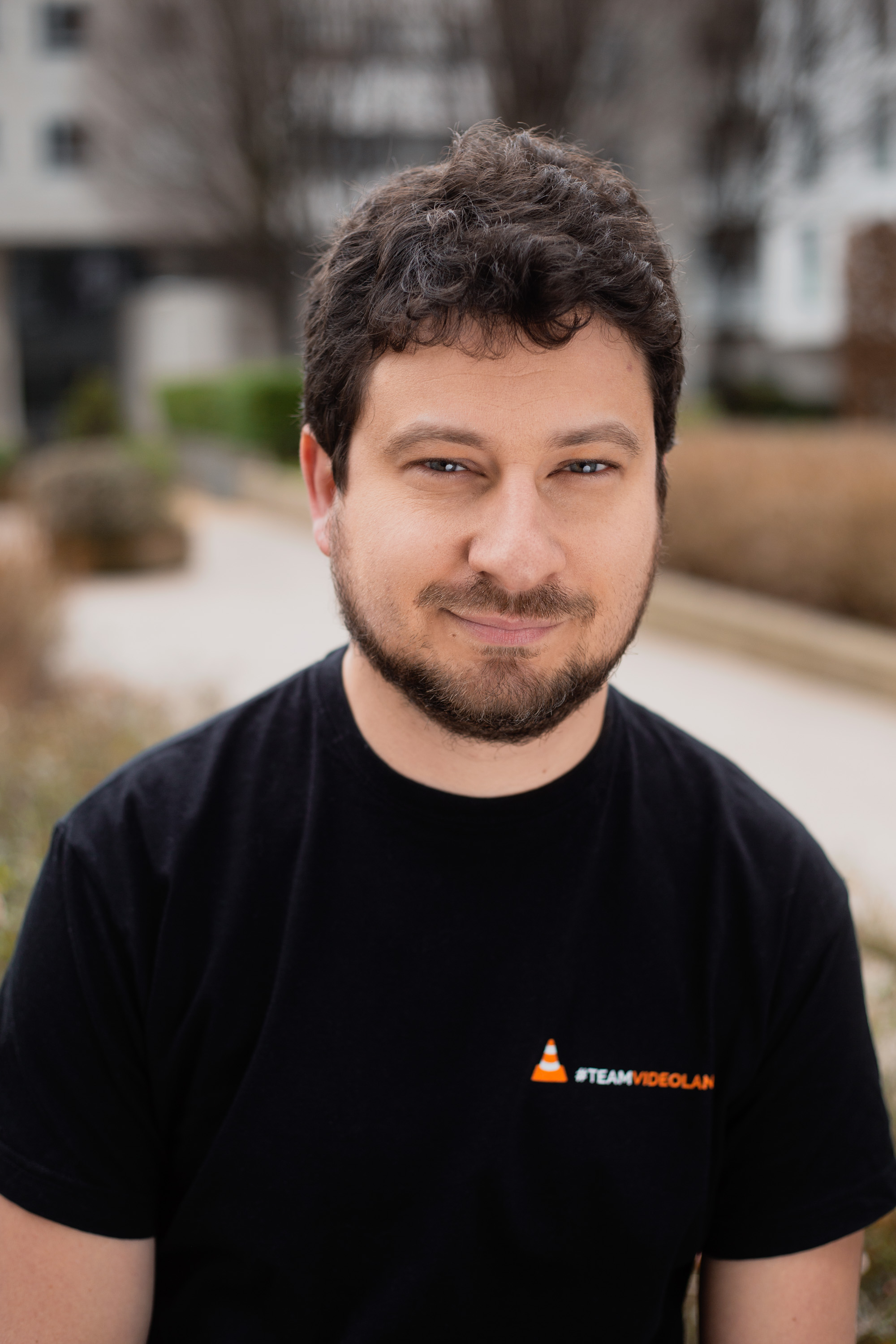
Jean-Baptiste Kempf, le président de VideoLan

VLC media player est un lecteur multimédia libre et gratuit issu du projet VideoLAN. Il est distribué sous licence GNU GPL. Le logiciel est développé par l’équipe VideoLAN, et notamment son président, Jean-Baptiste Kempf, ainsi que l’aide de contributeurs. VideoLAN est financé par les dons[réf. nécessaire].

## Plates-formes supportées
VLC est multiplateforme puisqu'il fonctionne sous PC : Windows, Linux, BSD, macOS, et mobile Android et  iOS. VLC fonctionne aussi sur BeOS, Solaris QNX, ou encore Pocket PC, soit en tout près de 20 plates-formes.

## Histoire
VLC media player, ou à l'origine VideoLAN Client, était au début le client pour le projet VideoLAN qui avait pour but la création d'un logiciel permettant la diffusion de vidéos à travers un réseau informatique de l'École centrale Paris,,, et a été publié pour la première fois le 1er février 2001 sous licence GNU GPL. Il est aujourd'hui développé par des contributeurs du monde entier, avec plus de 1000 contributeurs depuis le début du projet. 
Chaque année, environ 150 personnes contribuent au développement du logiciel. Le cœur du développement de VLC est toutefois principalement assuré par un groupe restreint, composé de dix personnes, parmi lesquelles seules cinq sont des développeurs très actifs.
Lors des tests utilisateurs de la première version de VLC, un étudiant a placé des cônes de Lübeck dans la fenêtre des messages d'erreur pour indiquer que le logiciel était encore en développement, ce qui a ensuite donné naissance à l'icône du logiciel.
L'icône a légèrement changé en novembre 2005. Depuis la version 2.0, l'interface a été légèrement revue, tout en restant aussi sobre, avec le minimum de boutons possible.
Le 10 mai 2012, le logiciel dépasse le milliard de téléchargements depuis ses débuts en 2001,.
L'auteur principal du projet, Jean-Baptiste Kempf, dit avoir reçu des propositions de plusieurs dizaines de millions d'euros en échange de l'insertion de publicité et de logiciels malveillants. Il rappelle que le logiciel est à la fois ciblé par la NSA et la CIA, deux services de renseignements des États-Unis, dans certaines versions, ce qu'avait déjà démontré WikiLeaks, ce qui l'a obligé à déployer des fonctionnalités spéciales anti-CIA en mai 2017. La faille n'était exploitable que sous Microsoft Windows, XP ou supérieur.
VLC media player fait partie de la liste des logiciels libres préconisés par l'État français.
En avril 2022, des chercheurs en sécurité informatique révèlent que le logiciel VLC peut être utilisé pour diffuser un logiciel malveillant via la technique du DLL sideloading. Cette technique de piratage est menée depuis une quinzaine d'années et serait soutenue par le gouvernement chinois. Le recueil d'informations viserait principalement des gouvernements et des ONG sur trois continents.

## Popularité
En octobre 2017, VLC est utilisé par plus de cent millions de personnes à travers le monde, principalement par les Américains. Les Allemands, les Italiens et les Français représentant moins de 5 %.
En janvier 2019, plus de 400 millions de personnes utilisent VLC qui compte plus de trois milliards de téléchargements, principalement en Europe, Inde et États-Unis,,,,.

## Fonctionnalités
VLC supporte tous les codecs et tous les formats de fichier supportés par FFmpeg.
Gestion des sous-titres.
VLC supporte les flux réseaux, les disques (CD, DVD…), la plupart des formats de fichiers.
VLC est populaire pour sa capacité à lire des vidéos incomplètes ou endommagées. Ceci permet de prévisualiser des vidéos avant de les avoir téléchargées entièrement.
Le lecteur multimédia VLC a des filtres de distorsion, de rotation, d'inversion, de désentrelacement, d'ajustement, de duplication, d'agrandissement ou de redimensionnement.
VLC peut lire la TNT (DVB-T) reçue à partir d'un décodeur TNT. Un moyen simple pour regarder la télévision est alors d'ouvrir avec VLC un fichier texte, nommé channels.conf par exemple, contenant une ligne de texte par chaîne TV.
En France, VLC est utilisé pour lire sur la télévision des flux vidéo depuis l'ordinateur transmis par la Freebox, la Livebox ou la box de SFR, cela est possible par le fait que la télévision est raccordée à la box qui transporte le flux vidéo lu sur l'ordinateur.
Console, héritée de projet VideoLAN Server (abrégé VLS) : Toutes les options de VLC peuvent être activées en mode console, ce qui permet de distribuer des vidéos sans interface graphique.
Interface de commande à distance (héritée de projet VideoLAN Server (abrégé VLS) ) : Pour contrôler VLC media player à distance, il est possible d'utiliser les interfaces HTTP et Telnet. La commande par interface HTTP se fait grâce au serveur HTTP fourni avec VLC media player, qui permet de contrôler le logiciel depuis un navigateur Web, bien que seules quatre fonctions soient contrôlables ainsi[réf. nécessaire].

## Formats supportés

### Médias en entrée
Liste des flux supportés, :
UDP / RTP Unicast, UDP / RTP Multicast, HTTP / FTP, MMS, TCP / RTP Unicast, DCCP / RTP Unicast, Fichier, DVD, Vidéo CD / VCD,SVCD, CD, DVB, Encodeur MPEG[Lequel ?], Acquisition vidéo

### Formats conteneurs
Liste des formats conteneurs supportés, :
MPEG[Lequel ?], AVI, ASF / WMV / WMA, MP4 / MOV / 3gp, OGG / OGM / Annodex (en), Matroska (MKV), RMVB, WAV, Raw Audio: DTS, AAC, AC3/A52, Raw DV, FLAC, FLV, MXF, NUT, Standard MIDI / SMF, Creative Voice (en)

### Formats audio
Liste des formats audio supportés, :
MPEG-1/2 Audio Layer III, AAC, Vorbis, AC3, E-AC-3, MLP [Lequel ?] / TrueHD, DTS, WMA 1/2, WMA 3, FLAC, ALAC, Speex, Musepack / MPC, ATRAC 3, WavPack, Mod (.s3m, .it, .mod), TrueAudio, APE, Real Audio, Alaw (en) / µlaw, AMR, MIDI, LPCM (en), ADPCM, QCELP (en), DV Audio, QuickTime, MACE

### Formats vidéo
Liste des formats vidéo supportés, : 
MPEG 1/2,  DIVX 1/2/3,  MPEG-4 ASP, DivX 4/5/6, Xvid, 3ivX D4,  H.261,  H.263 / H.263i,  H.264 / MPEG-4 AVC,  Cinepak,  Theora,  Dirac / VC-2,  MJPEG A/B,  WMV 1/2,  |WMV 3 / WMV-9 / VC-1,  Sorenson 1/3 (Quicktime),  Digital Video,  On2 VP3 / VP5 / VP6,  Indeo Video v3, RealVideo 1/2,  RealVideo 3/4,  H.265 / MPEG-H HEVC,  VP9 / NGOV / VP-Next

### Formats de sous-titres
Liste des Formats de sous-titres supportés, :
DVD, Fichier texte, Sous-titrage pour sourds et malentendants, Vobsub (en), Universal Subtitle Format, SVCD / Vidéo CD, DVB, Ogg Media, CMML (en)[Quoi ?], OggKate [Lequel ?], ASS / SSA (SubStation Alpha)

### Formats de métadonnées
Liste des formats de métadonnées supportés, :
- ID3 (M3U, B4S, PLS, et ASX)[20]
- APEv2 (en)
- Vorbis comment (en)

## Utilisation de VLC dans d'autres programmes

### API
Il existe plusieurs API qui peuvent se connecter à VLC et utiliser ses fonctionnalités :
- API LibVLC, qui est au cœur de VLC, pour C, C++ et C# ;
- API JavaScript, qui est l'évolution de l'API et l'intégration ActiveX Firefox ;
- Contrôles D-Bus ;
- Interface C# ;
- Contrôles Python[21][réf. non conforme] ;
- API Java[22] ;
- Filtres DirectShow[23][réf. non conforme] (plus maintenu).

### Logiciels qui utilisent le greffon VLC
- VLC peut lire des fichiers incomplets et peut alors être utilisé pour prévisualiser des fichiers en cours de téléchargement. Plusieurs programmes utilisent cette capacité comme eMule et KCeasy (en).
- Le lecteur open source Miro utilise VLC.
- Le lecteur multimédia Songbird utilise du code de VLC et de Firefox.
- VLC est utilisé pour la lecture des podcasts dans le lecteur Noopod.
- HandBrake, un encodeur vidéo open source, utilise la bibliothèque libdvdcss de VLC Media Player.
- Le lecteur multimédia JuceVLC[24] avec une interface de type media center s'appuie sur les bibliothèques originales de VLC media player.

### VLC comme greffon de navigateurs web
- Sous Windows, Linux, macOS et quelques autres plates-formes, VLC fournit un greffon NPAPI (en) qui permet de visionner les fichiers QuickTime et WMA inclus dans les pages web sans utiliser les produits d'Apple ou de Microsoft. Il supporte Firefox, Mozilla Application Suite, Safari et Opera. Ce greffon a été utilisé par Google pour créer le greffon web Google Vidéos. Depuis la sortie de Chrome 45 en septembre 2015, NPAPI est abandonné sur toutes les plateformes[25]. C’est également le cas pour Firefox depuis sa version 52 fin 2016[26].
- Depuis la version 0.8.2, VLC fournit également un greffon ActiveX permettant de visualiser les fichiers QuickTime (MOV), WMA, MP3 et Ogg embarqués dans des sites Web visités avec Internet Explorer. Depuis la sortie de Windows 10 le 29 juillet 2015, Internet Explorer n’est plus activement développé, et est progressivement remplacé par Microsoft Edge, qui ne supporte pas ActiveX.